# Championnats du monde de biathlon 2007
Navigation
Pokljuka 2006 Östersund 2008
Les 45e championnats du monde de biathlon se tiennent du 2 au 11 février 2007 à Antholz-Anterselva dans la province autonome de Bolzano (Italie). C'est la cinquième fois que la station italienne organise cet évènement (après 1975, 1976, 1983 et 1995). Elle a été désignée en 2002, devançant les candidatures de Östersund (Suède), Haute-Maurienne (France) et Khanty-Mansiysk (Russie).
La piste est située à 1 600 mètres d'altitude.

## Médaillés

### Hommes
| Épreuve                          | Or                                                                     | Argent                                                                   | Bronze                                                         |
| 3 février : 10 km Sprint         | Ole Einar Bjørndalen                                                   | Michal Šlesingr                                                          | Andriy Deryzemlya                                              |
| 4 février : 12,5 km Poursuite    | Ole Einar Bjørndalen                                                   | Maxim Tchoudov                                                           | Vincent Defrasne                                               |
| 6 février : 20 km Individuel     | Raphaël Poirée                                                         | Michael Greis                                                            | Michal Šlesingr                                                |
| 10 février : Relais 4 × 7,5 km   | Russie Ivan Tcherezov Maxim Tchoudov Dmitri Iarochenko Nikolay Kruglov | Norvège Halvard Hanevold Lars Berger Frode Andresen Ole Einar Bjørndalen | Allemagne Ricco Gross Michael Rösch Sven Fischer Michael Greis |
| 11 février : 15 km Départ groupé | Michael Greis                                                          | Andreas Birnbacher                                                       | Raphaël Poirée                                                 |

### Femmes
| Épreuve                            | Or                                                                   | Argent                                                                         | Bronze                                                             |
| 3 février : 7,5 km Sprint          | Magdalena Neuner                                                     | Anna Carin Olofsson                                                            | Natalia Gousseva                                                   |
| 4 février : 10 km Poursuite        | Magdalena Neuner                                                     | Linda Grubben                                                                  | Anna Carin Olofsson                                                |
| 7 février : 15 km Individuel       | Linda Grubben                                                        | Florence Baverel-Robert                                                        | Martina Glagow                                                     |
| 10 février : 12,5 km Départ Groupé | Andrea Henkel                                                        | Martina Glagow                                                                 | Kati Wilhelm                                                       |
| 11 février : Relais 4 × 6 km       | Allemagne Martina Glagow Andrea Henkel Magdalena Neuner Kati Wilhelm | France Florence Baverel-Robert Delphyne Peretto Sylvie Becaert Sandrine Bailly | Norvège Tora Berger Ann Kristin Flatland Jori Mørkve Linda Grubben |

### Mixte
| Épreuve                                      | Or                                                                      | Argent                                                                         | Bronze                                                       |
| 8 février : Relais 2 × 6 km F + 2 × 7,5 km H | Suède Helena Jonsson Anna Carin Olofsson Björn Ferry Carl-Johan Bergman | France Florence Baverel-Robert Sandrine Bailly Vincent Defrasne Raphaël Poirée | Norvège Tora Berger Jori Mørkve Emil Svendsen Frode Andresen |

## Tableau des médailles
| Médailles | Pays      | Or | Argent | Bronze | Ensemble |
| --------- | --------- | -- | ------ | ------ | -------- |
| 1         | Allemagne | 5  | 3      | 3      | 11       |
| 2         | Norvège   | 3  | 2      | 2      | 7        |
| 3         | France    | 1  | 3      | 2      | 6        |
| 4         | Russie    | 1  | 1      | 1      | 3        |
| 4         | Suède     | 1  | 1      | 1      | 3        |
| 6         | Tchéquie  | 0  | 1      | 1      | 2        |
| 7         | Ukraine   | 0  | 0      | 1      | 1        |